# George Lincoln Rockwell
George Lincoln Rockwell (Bloomington, 9 marzo 1918 – Arlington, 25 agosto 1967) è stato un politico statunitense, fondatore del Partito Nazista Americano.
È stata la figura più influente e carismatica del movimento politico neonazista statunitense: i suoi pensieri e suoi scritti sono tutt'oggi punto di riferimento per le nuove generazioni di nazionalisti bianchi.

## Biografia
Rockwell nacque a Bloomington, nell'Indiana; primo di tre figli da George Lovejoy "Doc" Rockwell e Claire Schade Rockwell. Suo padre era nativo di Providence (Rhode Island), con alle spalle origini inglesi e scozzesi. Sua madre era figlia di Augustus Schade, un immigrato tedesco, e Corrine Boudreau, con ascendenze acadiane. Entrambi i genitori erano attori e comici di vaudeville; e alcuni tra i conoscenti di Doc erano personalità miliari dell'epoca come Fred Allen, Benny Goodman, Walter Winchell, Jack Benny e Groucho Marx. George aveva sei anni quando Doc e Claire divorziarono, e divise la sua giovinezza intervallando periodi spesi con la madre ad Atlantic City, nel New Jersey, e con il padre a Boothbay Harbor, nel Maine.
Si diplomò alla Atlantic City High School, facendo domanda d'ammissione all'Università Harvard quando era ancora diciassettenne. Tuttavia, a causa di alcuni errori di trascrizione della domanda da parte dell'istituto superiore, la sua richiesta fu rifiutata. Un anno dopo, il padre lo iscrisse alla Hebron Academy, vicino Lewiston (Maine). Durante gli studi fu un avido lettore di filosofia occidentale e romanzi socialmente significativi, comportando un iniziale riesame circa l'importanza delle religioni. Inizialmente si autodefinì come un protestante devoto, ma dopo essersi dedicato più volte alla lettura della Bibbia, percepì la religione come essenza necessaria al funzionamento della civiltà. Contemplò in seguito la possibilità dell'esistenza nell'universo di una "intelligenza sommaria", scegliendo di non avvicinarsi di più all'argomento, definendosi agnostico. Nonostante ciò, promosse l'identità cristiana solo nella seconda metà degli anni Sessanta, seppur esclusivamente in funzione identitaria e per far breccia presso le frange fondamentaliste religiose.
Nell'agosto 1938 Rockwell si iscrisse alla Brown University a Providence (Rhode Island) per ottenere il dottorato di filosofia (Major). Nei suoi corsi di sociologia intrattenne i compagni di studio in discussioni circa l'uguaglianza delle persone, ripudiando l'idea che gli esseri umani nascessero tutti con lo stesso potenziale scopo nella vita e iniziò inoltre a disilludersi riguardo al liberalismo, il quale reputava "la sorellina ruffiana del comunismo". Aprì anche dibattiti su temi sociali cari ai romanzi popolari di cui era appassionato.

### Carriera militare
Rockwell si arruolò nell'esercito affascinato dall'ordine e dalla disciplina e conseguì lezioni di volo in Massachusetts e Florida durante il 1940. Dopo il suo addestramento partecipò nella battaglia dell'Atlantico e nella guerra del Pacifico durante la Seconda guerra mondiale, servendo su diverse navi come addetto alla manutenzione e occasionalmente ai trasporti, come fotografo e collaboratore agli addestramenti. Benché venne considerato un buon pilota, non guidò mai un aereo in combattimento nel corso della guerra.
Il 24 aprile 1943 Rockwell sposò Judith Aultman mentre frequentava la Brown University. Aultman all'epoca era una studentessa del Pembroke College, il college femminile dell'università. La coppia ebbe tre figlie: Bonnie, Nancy e Phoebe Jean. Rockwell fu spesso in cattivi rapporti con la famiglia di sua moglie in quanto si lamentava di non averla cresciuta abbastanza "docile", secondo l'immagine stereotipata della moglie ideale da lui tanto desiderata. Il matrimonio fu sempre travagliato ed erano comuni litigi violenti, in cui Rockwell spesso finiva per picchiare Judith.
Dopo la fine della guerra Rockwell lavorò come pittore di insegne in un negozio costruito su un terreno detenuto da suo padre a Boothbay Harbor, piccolo comune del Maine. Nel 1946 si iscrisse alla scuola d'arte del Pratt Institute di Brooklyn, New York, e vinse 1000 dollari ad un concorso d'arte indetto dalla American Cancer Society. Nonostante ciò abbandonò l'Institute all'ultimo anno per trasferirsi nel Maine e tentare di aprire una propria agenzia pubblicitaria.
In 1950 venne richiamato alle armi durante la guerra di Corea e per l'occasione si trasferì a San Diego con la sua famiglia, dove fece da istruttore per piloti dell'esercito statunitense. Fu in questo periodo che Rockwell sviluppò un'ammirazione per Adolf Hitler e divenne un aperto sostenitore del nazismo. Rimase inoltre ispirato dalle idee anticomuniste del controverso politico ed ex-generale Douglas MacArthur, che Rockwell supportò nella sua candidatura alla presidenza degli Stati Uniti. Iniziò a fumare una grossa pipa in pannocchia imitando MacArthur e iniziò a leggere assiduamente il Mein Kampf di Hitler e I protocolli dei savi di Sion.
Nel dicembre 1952 Rockwell venne richiamato dall'esercito e trasferito in Islanda dove ottenne il grado di comandante mentre la sua famiglia dovette rimanere a Barrington nel Rhode Island. Sua moglie l'anno successivo chiese il divorzio, e in quello stesso periodo Rockwell durante un evento diplomatico a Reykjavík incontrò Margrét Þóra Hallgrímsson, nipote dell'ambasciatore islandese degli Stati Uniti, che sposò il 3 ottobre di quello stesso anno. La coppia passò la luna di miele a Berchtesgaden, in Germania, località della villa di Berghof, residenza montana di Hitler a ridosso delle Alpi bavaresi e fece un "pellegrinaggio" in diverse zone correlate ad Hitler. La coppia ebbe tre figli: Hallgrímur, Margrét e Evelyn Bentína.
Nel settembre del 1955 mentre viveva a Washington, Rockwell fondò la rivista U.S. Lady, che ideò appositamente per le mogli dei membri dell'esercito. Attraverso questa pubblicazione Rockwell tentò di diffondere le sue idee contro l'integrazione razziale e il comunismo ma a causa di problemi economici fu presto costretto a vendere la rivista, rimanendo comunque interessato ad una carriera nel mondo editoriale. Nel 1957 i rapporti tra i due coniugi peggiorarono a tal punto che dovette intervenire il padre di Hallgrímsson per riportare la figlia in Islanda a causa delle visioni razziste di Rockwell. Nel 1963 Hallgrímsson chiese il divorzio e successivamente si risposò.

### Entrata in politica
Mentre risiedeva a Washington le sue posizioni politiche continuarono ulteriormente a radicalizzarsi verso l'estrema destra. Tra il 1957 e il 1958, Rockwell raccontò di aver iniziato a fare numerosi sogni in cui parlava con Adolf Hitler. Nel 1958 Rockwell incontrò Harold Noel Arrowsmith Jr., ricco ereditiere dalle simpatie antisemite che comprò una casa a Rockwell e tutto il necessario per creare una piccola stamperia indipendente creando così quello che ribattezzarono "Comitato nazionale per liberare l'America dal dominio ebraico" (National Committee to Free America from Jewish Domination).
Il 29 luglio 1958, Rockwell manifestò di fronte alla Casa Bianca in una protesta contro la guerra e contro il presidente Dwight D. Eisenhower e alla sua decisione di mandare delle truppe di peacekeeping nel Medio Oriente in quella che venne rinominata Operazione Blue Bat. L'obiettivo reale della protesta era però quello di manifestare contro quella che riteneva essere un ipotetico controllo giudaico del governo. In quello stesso anno, dopo un attentato di matrice terroristica tramite dinamite al Hebrew Benevolent Congregation Temple di Atlanta avvenuto il 12 ottobre, la casa di Rockwell subì una perquisizione da parte della polizia. A scatenare i sospetti delle autorità fu una lettera trovata in possesso di Wallace Allen, il principale sospettato dell'attentato, scritta da Rockwell in cui si menzionava di una "grande esplosione" da verificarsi a breve. Rockwell si difese affermando ai giornalisti che il termine fosse stato usato metaforicamente.
Rockwell acquisì ulteriore fama dopo che il popolare giornalista Drew Pearson scrisse un articolo descrivendo come Rockwell e i suoi seguaci si facessero abitualmente parate in uniforme ed armati esponendo bandiere naziste presso Arlington in Virginia, città dove risiedeva Rockwell.

### Nascita del Partito Nazista Americano
Nel marzo del 1959, Rockwell fondò il World Union of Free Enterprise National Socialists (abbreviato in WUFENS) ribattezzato nel dicembre di quello stesso anno American Nazi Party (e in un secondo momento National Socialist White People's Party, NSWPP), il cui quartiere generale si trovava al 928 di North Randolph Street ad Arlington, città di residenza di Rockwell.
Nel 1959, pubblicò il lungo poema The Fable of the Ducks and the Hens, parodia de La fattoria degli animali di George Orwell.
Nel 1960, a causa delle sue attività politiche, la marina militare degli Stati Uniti espulse Rockwell in quanto dichiarato "non dispiegabile" per le sue simpatie politiche, nonostante ufficialmente venne congedato "con onore". La sua espulsione suscitò un enorme interesse mediatico. Rockwell incolpò gli ebrei per la sua espulsione.
Al fine di attirare ancora di più l'attenzione dei media, Rockwell organizzò una grande manifestazione per il 3 aprile 1960 al National Mall dove tenne un discorso della durata di due ore. Una seconda manifestazione venne organizzata all'Union Square di New York ma il sindaco della città, Robert F. Wagner Jr. rifiutò di concedere il permesso e ciò portò Rockwell di conseguenza ad appellarsi alla decisione della Corte suprema. Al momento di presentarsi in aula davanti alla corte, fece commenti antisemiti rispondendo alle domande dei reporter e ai giornalisti, comportamento che richiese la necessità di un cordone di polizia che lo scortasse fino all'aula. Rockwell, appellandosi al primo emendamento e all'American Civil Liberties Union riuscì ad ottenere il permesso per organizzare un evento, sebbene per una data molto successiva a quella originariamente programmata.
La parata al National Mall venne così organizzata per il 4 luglio 1960 ma l'evento degenerò in una rissa contro dei passanti, la manifestazione venne sedata dalla polizia che arrestò Rockwell e otto membri del partito. Rockwell venne successivamente diagnosticato come personalità paranoide e venne rinchiuso in un ospedale psichiatrico, ma uscì dopo solo due settimane in quanto giudicato mentalmente capace di poter seguire e presenziare al processo nonostante la diagnosi di disturbo delirante. In seguito all'evento pubblicò un pamphlet basato sull'episodio intitolato How to Get Out or Stay Out of the Insane Asylum.
Nel gennaio del 1961 venne nuovamente arrestato insieme ad alcuni membri del suo partito per aver picchettato un cinema di New Orleans con bandiere naziste, arrivando allo scontro fisico con alcune persone in fila all'ingresso, contro la proiezione di Exodus, pellicola che raccontava dell'esodo di alcuni ebrei sopravvissuti all'Olocausto verso lo stato di Israele.
All'inizio del 1962, Rockwell organizzò una grande marcia per celebrare l'anniversario della nascita di Hitler ad aprile. Nell'estate di quell'anno presenziò ad un campeggio organizzato dal neonazista britannico Colin Jordan nella contea di Gloucestershire nel sud-ovest dell'Inghilterra con esponenti neonazisti da tutto il mondo, dove per l'occasione fondò la World Union of National Socialists che elesse Jordan in qualità di "Fuhrer del mondo" e Rockwell come suo vice. A settembre, premiò uno dei membri del suo partito con una medaglia per aver dato un pugno in faccia a Martin Luther King.
Nel 1964 si candidò alle elezioni per la presidenza degli Stati Uniti ricevendo un totale di 212 voti. Nel 1965 si candidò in qualità di indipendente come governatore dello stato della Virginia ricevendo l'1,02% delle preferenze per un totale di 5730 voti.
Durante l'estate del 1966, Rockwell guidò una contro-manifestazione contro Martin Luther King il quale si opponeva alla segregazione razziale nella città di Cicero in Illinois ritenendo il reverendo King uno strumento degli ebrei e dei comunisti per promuovere l'integrazione negli Stati Uniti. Rockwell aveva affermato già in passato di ritenere l'integrazione uno strumento di un presunto piano ebraico per spodestare e sottomettere l'egemonia della comunità bianca. Rockwell guidò inizialmente l'American Nazi Party in un'alleanza col Ku Klux Klan e altre organizzazioni suprematiste affini durante gli anni del movimento per i diritti civili, ma rimase presto disilluso dai suoi alleati e si distaccò dal Klan ritenendolo troppo legato al passato e totalmente incapace di aiutarlo ad organizzare uno scontro razziale su larga scala.
In quello stesso periodo, avendo udito lo slogan "Black Power" durante un dibattito con Stokely Carmichael, leader delle Pantere Nere, Rockwell riprese la frase affermando di promuovere e proteggere il "potere bianco (White Power)".
Nel 1966, il partito iniziò una massiccia attività di propaganda che avvenne con la pubblicazione di diversi pamphlet e libri, un periodico e un fumetto di propaganda di supereroi chiamato Here comes, Whiteman!, in cui il protagonista combatte nemici costruiti su stereotipi. Cominciò inoltre a presentarsi ai comizi a bordo di un bus Volkswagen decorato con simboli e slogan legati alla supremazia bianca che venne battezzato "Bus dell'odio" (Hate Bus), in risposta ad una simile iniziativa promossa dai Freedom Riders, gruppo di giovani che promuoveva i diritti civili viaggiando nel profondo sud degli Stati Uniti su un autobus.
Quello stesso anno Rockwell si appellò nuovamente all'American Civil Liberties Union per difendere il diritto di manifestare e fare parate nei quartieri ebraici durante le festività ebraiche.
Nell'aprile di quell'anno venne pubblicata sulla testata Playboy una sua lunga intervista avuta col giornalista afroamericano Alex Haley in cui illustrava il programma segregazionista e antiebraico del suo partito, parlò delle sue teorie negazioniste dell'Olocausto e predisse che nel 1969 sarebbe avvenuta una gravissima crisi economica che avrebbe causato tensioni razziali e che lo avrebbe portato a divenire presidente degli Stati Uniti nel 1972.

#### Rapporti con la Nation of Islam
Nonostante Rockwell fosse un convinto sostenitore della segregazione razziale, tentò un rapporto amichevole con l'organizzazione islamica afroamericana Nation of Islam, dal momento che secondo lui il nemico comune da combattere, nonostante le profonde diversità di pensieri delle due organizzazioni, fossero gli ebrei. Elogiò Elijah Muhammad e lo definì l'"Hitler dei neri", per la sua determinazione nel cercare di infondere integrità e fierezza nazionalista al suo popolo. Alle celebrazioni del Saviour's Day a Chicago del 1962, Rockwell parlò ai membri della Nation of Islam, tra i quali era presente anche Elijah Muhammad. La maggior parte degli ospiti fischiò e infastidì più volte il suo discorso, anche schernendo gli ideali di Rockwell. Muhammad, in contrasto, fu entusiasta dell'evento e rimproverò tutti coloro che si erano dimostrati contrariati a Rockwell nel numero di aprile 1962 di Muhammad Speaks.
Non mancarono apprezzamenti anche a Malcolm X, da Rockwell riconosciuto come la vera guida degli afroamericani. Malcolm X, tuttavia successivamente cambiò idea sulle sue visioni separatiste e in un telegramma del 1965 inviato in occorrenza del tour negli Stati del Sud con lo "Hate Bus", egli espresse il suo disappunto, minacciando il leader neonazista se avesse provato a creare disordini e ad incitare all'odio verso gli afroamericani o chiunque difendesse i propri diritti.
Ispirato dai Black Muslims e dall'uso della religione islamica usata per mobilitare le masse, Rockwell cercò la collaborazione con gruppi di estremisti cristiani che appoggiassero la supremazia bianca e iniziò ad utilizzare sempre più frequentemente un immaginario religioso, identificando in Hitler la seconda venuta di Cristo e autorappresentandosi come un nuovo messia e un martire cristiano contro gli ebrei.

### Morte
Sopravvissuto a un attentato il 28 giugno 1967 ad Arlington, attuato da sconosciuti e sul quale non si fece mai chiarezza, poco meno di due mesi dopo, il 25 agosto, Rockwell fu raggiunto da alcuni proiettili mentre tornava in macchina dalla lavanderia Econowash sita al centro commerciale Hills Dominion, in Arlington. Uscì barcollando dal lato passeggero dell'auto, e spirò dopo pochi passi con la faccia contro il marciapiede. Rockwell morì di emorragia due minuti dopo l'agguato senza che i soccorritori potessero far niente. I testimoni indicarono alle autorità la presenza di un uomo sul tetto del centro commerciale al momento degli spari. Mezz'ora dopo, ad alcune miglia di distanza, ad una fermata d'autobus, fu arrestato come sospetto per l'omicidio John Patler, ex membro del Partito Nazista Americano. Il settantottenne padre di Rockwell commentò laconicamente la morte del figlio: "Non sono sorpreso. Me lo aspettavo da molto tempo".
Matthias Koehl, il vice al comando del NSWPP, si mobilitò subito per entrare in possesso del cadavere di Rockwell e per decidere le sorti del partito, il quale al momento della morte del suo fondatore contava 300 membri attivi e 3000 finanziatori individuali. I genitori di Rockwell vollero seppellirlo privatamente presso la tomba di famiglia, ma decisero di non opporsi alle richieste del partito neonazista. Il 27 agosto 1967, un portavoce del NSWPP riportò che fossero stati concessi i permessi per seppellirlo con gli onori militari al Culpeper National Cemetery, essendo stato Rockwell un veterano congedato ufficialmente con onore. Il cimitero e le autorità specificarono che non sarebbe stata accettata alcuna insegna nazista ma quando i presenti al funerale violarono la regola, l'ingresso al cimitero fu bloccato da uno stallo che portò ad uno scontro con la polizia. Il carro funebre, bloccato nell'ingorgo presso un passo ferroviario vicino al cimitero, per poco non venne colpito in pieno da un treno. Il giorno successivo, il corpo di Rockwell venne segretamente cremato e le ceneri finirono in possesso di Koehl.

## Eredità e influenza

### Conseguenze
Nel suo testamento, Rockwell lasciò 257 dollari in contanti, la sua pipa e alcuni scritti. Il successore Matthias Koehl provò senza molto successo a dare nuova linfa al partito, il quale mostrò sempre più faide interne tra i suoi membri, arrivando spesso a veri e propri scontri armati negli anni successivi.
Il gruppo continuò comunque ad organizzare parate, spesso coincidenti con festività e ricorrenze. Nel decimo anniversario della morte dell'omicidio, Koehl guidò una grande cerimonia che si concluse con l'esposizione di una grande svastica dipinta sul suolo del luogo dove morì Rockwell.
Patler, dopo essersi visto rifiutare l'appello dalla corte suprema della Virginia, scontò quattro anni in una prigione di Martinsville. Venne rilasciato nell'agosto del 1975, ma venne poi condannato ad ulteriori sei anni dopo aver violato gli arresti domiciliari. Nel 1977, riprese legalmente il suo cognome greco originale, Patsolos (in quanto era stato modificato in precedenza su consiglio di Rockwell per farlo assomigliare a "Hitler"). Aprì una testata in lingua spagnola e successivamente divenne un artista commerciale.
Nel 1982 venne annunciato che il partito avrebbe preso il nome di New Order e avrebbe spostato la sua sede nel Midwest a causa di problemi finanziari e legali. Dopo la morte di Koehl nel 2014, un membro storico del gruppo, Martin Kerr, prese le redini del New Order.

### Influenze
Rockwell è stato una delle principali fonti di ispirazione per la formazione politica del nazionalista bianco David Duke. Studente in una scuola superiore all'epoca dell'assassinio, pare che Duke commentò così il fatto: "il più grande americano che sia mai vissuto, gli hanno sparato ed è stato ucciso".
Nel 1970 il NSWPP subì una scissione guidata da Frank Collin che si staccò dal movimento originario in quanto giudicava i successori di Rockwell troppo moderati e fondò il Partito Nazionalsocialista d'America, rimasto coinvolto nel celebre episodio del 1977 ricordato come Controversia di Skokie. Il gruppo si sciolse nel 1981.
Nel 1974 Robert Brannen e Cliff Herrington, due membri del NSWPP si distaccarono dal gruppo e fondarono il National Socialist American Workers Freedom Movement, successivamente divenuto noto come Movimento Nazionale Socialista. Promulgandone inoltre al suo interno le ideologie nazionalsocialiste e antisemite mediante una sorta di "culto satanico"; basato principalmente sul pensiero del noto giornalista complottista David Icke e di Zecharia Sitchin. Nel 2019 il partito passò sotto la guida di James Stern il quale chiese ad giudice di riconoscere i reati compiuti dall'NSM ed affermò l'intenzione di trasformare il sito del movimento in un memoriale della storia dell'olocausto.
Nel 1974 William Luther Pierce, studente di fisica che nel 1966 era stato scelto da Rockwell come editor di un periodico intenzionato ad essere la rivista di punta dell'Unione Mondiale dei Nazionalsocialisti, si staccò per fondare il gruppo suprematista e terrorista National Alliance, ispirato al National Youth Alliance di Willis Carto, che fu tra i numerosi gruppi che si posero come veri successori del partito di Rockwell. Lo stesso Pierce inoltre fu il fondatore della religione cosmoteista.
Sempre nel 1974 il giovane Joseph Tommasi fondò il National Socialist Liberation Front dopo essere stato espulso dal NSWPP l'anno precedente in quanto giudicato troppo estremista. Nel 1969, Tommasi aveva creato il NSLF come ala giovanile dell'American Nazi Party (a cui nel 1970 lo stesso David Duke si era iscritto). Il nuovo partito acquistò grande successo nell'ambito dell'estrema destra americana prima dell'improvvisa morte di Tommasi nel 1975. Agli inizi degli anni '80 James Mason, anch'esso ex membro del NSWPP, riaprì il NSLF insieme ad alcuni supporter del criminale Charles Manson col nome di Universal Order. Lo stesso Mason successivamente ebbe un ruolo chiave nella formazione dell'Atomwaffen Division, gruppo terroristico neonazista fondato nel 2013 e ispirato alle idee di Rockwell, Tommasi e di Manson.
Negli anni 2000 un nuovo gruppo d'ispirazione nazista ha assunto il nome di American Nazi Party, tale gruppo, guidato da Rocky Suhayda, si propone come autentico erede del pensiero di Rockwell affermando di essere connesso al partito originale ma in realtà sono due entità diverse senza correlazione. Anche questo nuovo partito si pone come ancora più estremista dell'originale poiché propugna con ogni mezzo la nascita di un nuovo ordine sociale d'impronta nazista. La sua sede principale si trova a Eastpointe, in Michigan.

## Nella cultura popolare
- Rockwell è anche menzionato nella canzone Talkin' John Birch Paranoid Blues di Bob Dylan. Nel testo, il cantante accusa satiricamente Abraham Lincoln e Thomas Jefferson di essere stati comunisti, giudicando Rockwell l'unico "vero americano".[31]
- Per il loro album del 1972 Not Insane or Anything You Want To, la band umoristica The Firesign Theatre creò un fittizio candidato alla presidenza chiamato George Papoon alla guida del Natural Surrealist Light Peoples Party, una parodia di George Lincoln Rockwell e del suo partito, il National Socialist White Peoples Party.
- Il personaggio di George Lincoln Rockwell è uno dei protagonisti della miniserie Radici - Le nuove generazioni, ed è interpretato da Marlon Brando.
- Nella terza stagione del telefilm ucronico L'uomo nell'alto castello, viene presentato Rockwell (interpretato da David Furr) in una realtà storica alternativa in qualità di Reichsmarschall del Nord America. Inoltre l'aeroporto della città di New York è stato ribattezzato Lincoln Rockwell Airport.
- Nella serie tv d'animazione americana F Is for Family, ambientata negli anni '70 i protagonisti abitano nella fittizia città di Rustland, nella quale una delle vie più prestigiose è dedicata proprio a Rockwell.